# 진주 마호당 고문서 일괄
진주 마호당 고문서 일괄은 대한민국 경상남도 진주시에 있는, 조선시대 17세기에서 19세기에 걸친 재령이씨 가문에서 생산된 다양한 종류의 고문서이다.
2012년 7월 26일 경상남도의 유형문화재 제522호 진주 마진리 이영 소장 고문서 일괄로 지정되었다가, 2018년 12월 20일 현재의 명칭으로 변경되었다.

## 개요
이들 문서는 17세기에서 19세기에 걸친 재령이씨 가문에서 생산된 다양한 종류의 고문서로 성책류 43책, 호구 관련 문서 129건, 분재기 20건, 기타 문서 3건(교지 등) 총 195건이다. 당 시대의 행정 상황, 신흥 계층의 양상, 소장자 집안의 역대 재산의 상속과 토지·노비의 증식과정 등을 알려주는 귀중한 자료이다.

## 참고 문헌
- 진주 마호당 고문서 일괄 - 국가유산청 국가유산포털